# Sei Jushi Bismark
Bismark, полное наименование Sei Jūshi Bismark (яп. 星銃士ビスマルク Сэй Дзю:си Бисумаруку, Звёздный мушкетёр Бисмарк) — аниме-сериал, снятый Studio Pierrot. Это также первый сериал в жанре меха, созданный студией. Трансляция серий началась впервые по каналу Nippon Television 7 октября 1984 года и длилась до 29 сентября 1985 года. Была выпущена 51 серия. Позже на основе сюжета сериала был выпущен новый сериал: «Космический рыцарь и звёздные шерифы», который заработал высокую популярность за пределами Японии.

## Сюжет
В далёком будущем человечество колонизировало планеты в солнечной системе, а также за её пределами. В целях безопасности, и защиты колоний, было создано специальное правительство земной федерации (EFG). Однако позже новое правительство стало злоупотреблять своей властью, и многие поселенцы начали выражать недовольство, напрягая отношения между правительством и колониями. В это время, пользуясь уязвимостью людей, некие инопланетяне, известные как Дэфкула, нападают на колонии и уничтожают многих жителей. Их уровень технологий превосходит уровень людей. Для борьбы с инопланетянами профессор Чарльз Лувр разрабатывает робота-трансформера по имени «Бисмарк».

## Список персонажей

### Люди
- Хикари Синдзи (яп. 輝 進児)

Главный герой, японец, а также лидер команды Бисмарка. Умеет водить мотоцикл. Синдзи очень оптимистичный, горячий и импульсивный (классический герой аниме). Умеет летать и как отец мечтает стать военным летчиком. Но из-за проблем с властью его увольняют. В результате он начинает принимать участие в гонках и становится самым молодым чемпионом всех времен. Синдзи питает слабость к женщинам, при их присутствии он начинает сильно нервничать, но это не мешает ему установить романтические отношения Марианной Лувр, так как они знают уже друг друга с детства.
Сэйю: Ёку Сиоя
- Ричард Ланселот

Член команды Бисмарка. Ему 18 лет и по происхождению он шотландец. Был назначен в команду английским специальным подразделением. Выступает в роли джентльмена, холоден и тактичен. Ричард является экспертом по лошадям и хорошо владеет мечом. Очень гордится своей национальностью, может также играть на волынке. Мечтает вернутся домой к своему дедушке.
Сэйю: Бин Симада
- Билл Уилкокс

Член команды Бисмарка. Ему 16 лет и по происхождению он коренной американец. Является профессиональным пилотом и отличным снайпером. Его родители были убиты Дэфкулами. С тех пор жаждет отомстить им, из-за чего вступил в команду Бисмарк. Несмотря на это, он очень дружелюбный и обладает хорошим чувством юмора. Очень любит флиртовать с девушками, но как правило ему не везёт с ними.
Сэйю: Кадзухико Иноуэ
- Марианна Лувр

15-летняя дочь профессора Чарльза Лувра. Она француженка по происхождению. Компьютерный гений, она также является главным представителем земной колонии. В ходе встречи между лидерами колоний Марианна соглашается вступить в команду Бисмарк. Марианна очень умная и часто помогает своим товарищам на борту станции Бисмарка. Очень храбрая, но готова убить любого, кто представляет потенциальную опасность. Марианна и Синдзи знают друг друга с детства, и вскоре между ними развиваются романтические отношения.
Сэйю: Тиэ Кодзиро
- Чарльз Лувр

Профессор Чарльз Лувр учёный на Ганимеде и отец Мариан. Именно он создал робота Бисмарка для борьбы с Дэфкулами. Главным образом, чтобы защитить район Ганимеда. Он выбрал Хикари Синдзи лидером команды.
Сэйю: Хироси Ито

### Дэфкула
Инопланетные существа, которые уничтожили свою планету во время междоусобиц. Позже они переселились на планету Мефеус. Но теперь эта планета тоже умирает. Чтобы найти себе новый дом, Дэфкулы нападают на солнечную систему. Их уровень передовых технологий гораздо превосходит человеческие. По внешности они похожи на людей, но у них заострённые уши, а также длинные клыки. Это даёт им возможность проникать в человеческое общество и подражать им.
- Хюза

Канцлер Дэфкул. Огромный и страшный киборг. Хюза потерял тело в сражении на Сатурне, когда отец Синдзи уничтожил его космический корабль. Всё, что от него осталось это мозг. Очень злой и хитрый. Мечтает отомстить людям, даже если это будет стоить жизни многим из его народа.
Сэйю: Сэйдзо Като
- Генерал Периос

Приближенный Хюзы. Очень холодный и эгоистичный. Отличный лётчик и стрелок, умеет манипулировать другими. Он очень амбициозный и никого не боится. Во время войны Периос стал самым опасным соперником Билла.
Сэйю: Хиротака Судзуоки
- Генерал Затола

Один из главных врагов команды Бисмарк. Затола управляет целыми легионами и принимал участие во вторжении на Ганимеду. Иногда он маскируется под человека и проникает в людские колонии.
Сэйю: Бандзё Гинга